# Lingua ndonga

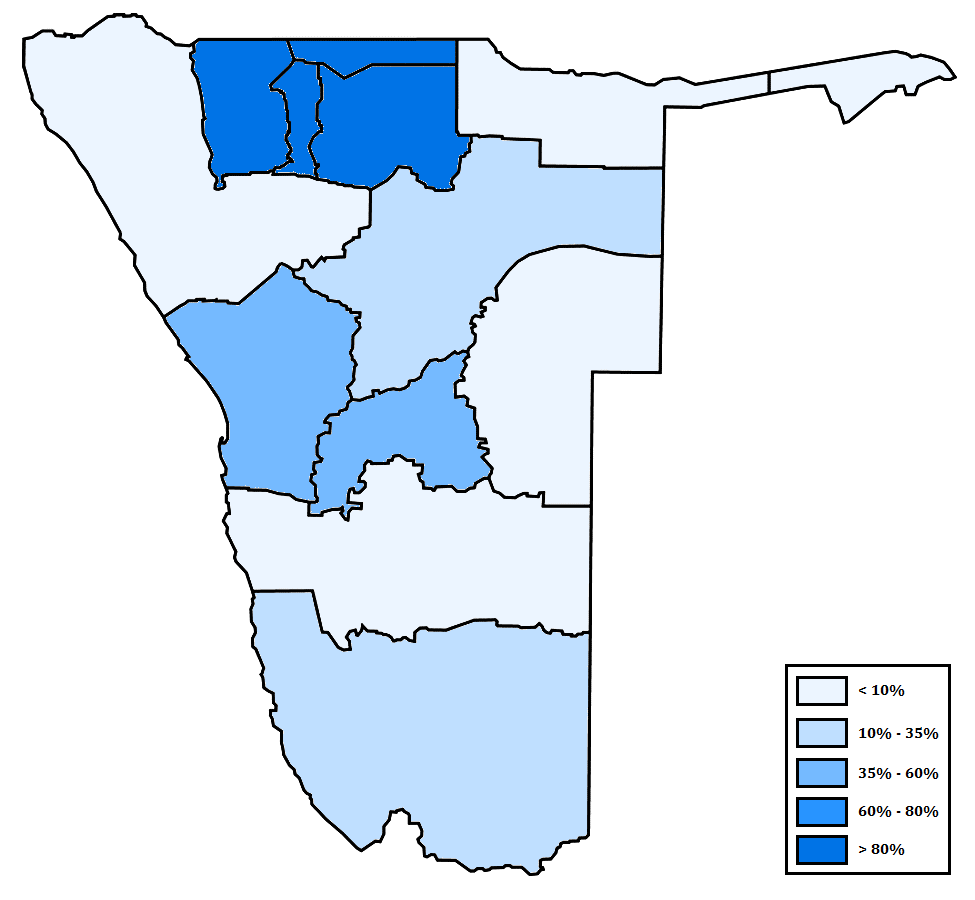
Diffusione della lingua Ndonga in Namibia.

La lingua ndonga è una lingua bantu parlata in Namibia e in Angola.

## Distribuzione geografica
Secondo l'edizione 2009 di Ethnologue, i locutori di ndonga sono oltre un milione. La maggior parte si trova in Namibia, nella regione dell'Ovamboland, dove nel 2006 si contavano 807.000 locutori. Altri 263.000 sono stati rilevati nel 2000 in Angola.

## Sistema di scrittura
Per la scrittura si utilizza l'alfabeto latino.